# Espace FM
Espace FM est une radio locale à Paris basée à Clichy émettant sur 98.8 MHz et sur le Dab +.

## Fréquence
- PARIS : 98.8

## Animateurs et animatrices
- Jenny Figaro
- Jean-François Saint Louis
- Rakhou
- Mickael
- Mike
- Justin
- Franck Zami
- Pradel Saint-Fleur
- Jeannot
- DJ Nico
- Jean-Michel